# Floreffe
Floreffelà một đô thị ở tỉnh Namur. Tại thời điểm ngày 1 tháng 1 năm 2006, đô thị này có dân số 7.405 người. Tổng diện tích là 38,89 km², với mật độ dân số 190 người trên mỗi km².
Floreffe nổi tiếng với nhà nguyện Floreffe, thành lập thế kỷ 12.